# イギリス鉄道221形気動車
221形（Class 221）は、ボンバルディア・トランスポーテーションがイギリス向けに製造した電気式気動車である。車体傾斜装置を搭載しており、「スーパーボイジャー」の愛称がある。

## 概要
2001年から2002年にかけて44編成が製造され、ヴァージン・トレインズとヴァージン・クロスカントリーによって非電化区間を含む都市間高速列車に導入された。その後、ヴァージン・クロスカントリーは2007年に、ヴァージン・トレインズは2019年に営業を終了し、2020年現在は後継のアヴァンティ・ウェスト・コーストとクロスカントリーによって運用されている。
最高速度は200km/hで、220形「ボイジャー」と同様の設計であるが、221形は曲線区間の高速走行が可能なよう車体傾斜装置を搭載する。編成は5両編成または4両編成で、各車にカミンズ製QSK19エンジン（出力560kW）を1基搭載する。